# Union Sportive de Bougouni
La Union Sportive de Bougouni és un club malià de futbol de la ciutat de Bougouni.
Va néixer el 2009 per la fusió de tres clubs de la ciutat: AS Tadona, AS Balanzan i AS Banimonoti.
Fou el primer club del país que jugant a segona divisió es proclamà campió de la Copa Nacional.

## Palmarès
- Copa maliana de futbol:[3]
  - 2012